# Markus Büchel (Bischof)

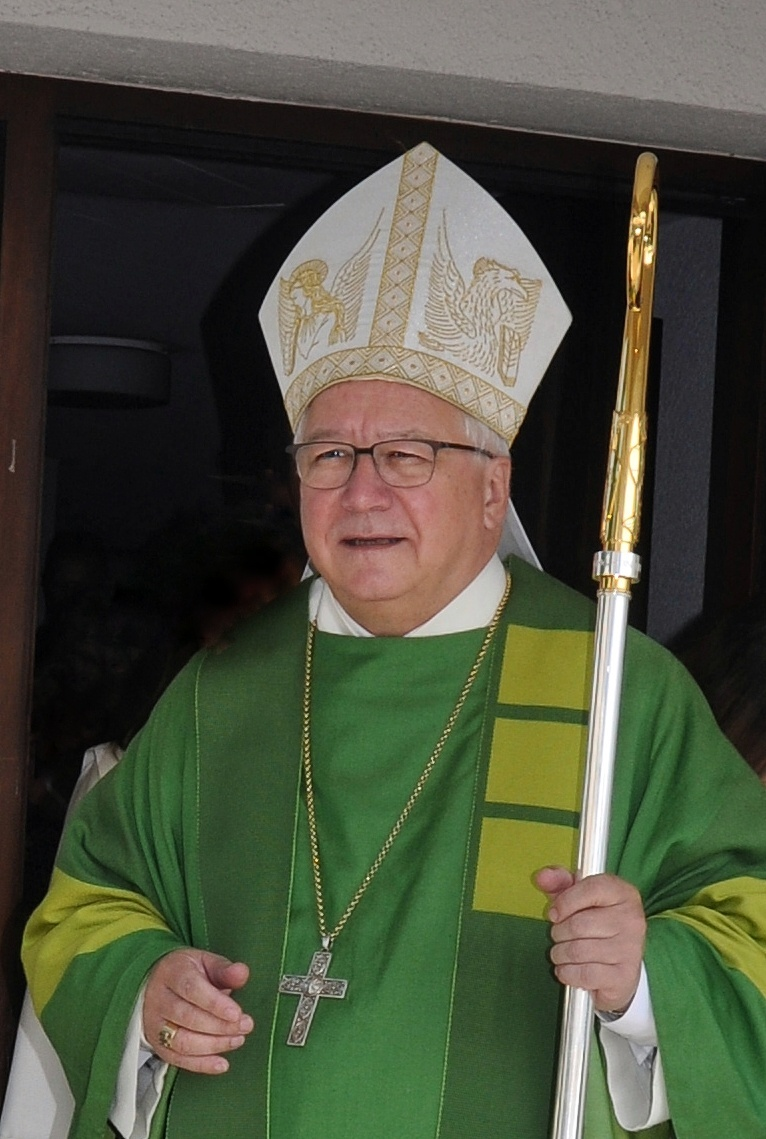
Bischof Markus Büchel mit Krummstab und Mitra

Bischofswappen von Markus Büchel

Markus Büchel (* 9. August 1949 in Rüthi) ist ein Schweizer Geistlicher, emeritierter römisch-katholischer Bischof von St. Gallen und Apostolischer Administrator der beiden Appenzell. Er war der 11. Bischof des Bistums St. Gallen seit dessen Gründung durch Abspaltung vom Doppelbistum Chur-St. Gallen im Jahre 1847.

## Leben
Markus Büchel stammt aus einem Landwirtschaftsbetrieb in Rüthi im Rheintal; er hat einen Bruder und drei Schwestern. Nach dem Besuch der Gymnasien Marienburg der Steyler Missionare in Rheineck-Thal (1962–1968) und der Stiftsschule Einsiedeln (1968–1970, Matura) studierte er Philosophie und Theologie an der Universität Freiburg (Schweiz). Am 3. April 1976 empfing er die Priesterweihe durch den St. Galler Bischof Joseph Hasler.
Nach dem Vikariat in St. Gallen-Neudorf von 1976 bis 1982 war er von 1982 bis 1988 Domvikar an der Dompfarrei von St. Gallen. 1988 wurde Markus Büchel Pfarrer in Flawil, 1992 wurde er zum Dekan des Dekanates Gossau gewählt. 1995 amtierte er als Bischofsvikar, Leiter des Pastoralamtes in St. Gallen und Leiter der Seelsorge. 1999 wurde er Domdekan und somit Vorsteher des St. Galler Domkapitels.
Am 4. Juli 2006 erfolgte seine Wahl zum Bischof des Bistums St. Gallen und bereits einen Tag danach die Bestätigung durch Papst Benedikt XVI. Am Bettag, dem 17. September 2006, erhielt er von seinem Vorgänger Bischof Ivo Fürer, der altershalber seinen Rücktritt eingereicht hatte, die Bischofsweihe; Mitkonsekratoren waren Bischof Amédée Grab von Chur und Bischof Kurt Koch von Basel. Markus Büchels Wahlspruch lautet: In gaudio et spe / In Freude und Hoffnung.
Auf der 297. Ordentlichen Vollversammlung der Schweizer Bischofskonferenz (SBK) vom 3. bis 5. September 2012 wurde Büchel für die Amtsperiode 2013 bis 2015 zum Vorsitzenden der Schweizer Bischofskonferenz gewählt. Er war Nachfolger von Norbert Brunner, dem Bischof von Sitten. Büchels Nachfolger wurde auf den 1. Januar 2016 Charles Morerod, Bischof von Lausanne, Genf und Freiburg. Seit 2019 ist Büchel stellvertretender Vorsitzender der Schweizer Bischofskonferenz.
Am 9. August 2024, seinem 75. Geburtstag, bot Büchel, wie im Kirchenrecht vorgesehen, dem Papst seinen Rücktritt an. Bereits am 13. August 2024 nahm Papst Franziskus diesen Rücktritt an und beauftragte das Bistum, die Wahl eines Nachfolgers vorzubereiten. Am 20. Mai 2025 wurde als Nachfolger Beat Grögli gewählt. Bis zur dessen Bischofsweihe am 5. Juli 2025 ist Büchel als apostolischer Administrator tätig.
Büchel lebt gemeinsam mit seiner Schwester.

## Wirken
Im August 2015 erklärte Büchel, zur Zeit der Bibel sei das gegenwärtige Wissen über die Homosexualität als nicht frei wählbare sexuelle Orientierung und als Anlage noch unbekannt gewesen. Die Sexualität sei ein «Geschenk Gottes» und die römisch-katholische Kirche müsse sich den historischen Lasten im Umgang mit der Homosexualität stellen. Er unterstützt die Konzernverantwortungsinitiative.
Auf die zunehmenden kirchlichen Herausforderungen der Gegenwart wie Mitgliederrückgang und Personalmangel reagierte Büchel durch eine umfassende Reorganisation der örtlichen Seelsorge. Durch die Errichtung von Seelsorgeeinheiten – bestehend aus mehreren Pfarreien – soll einerseits eine Antwort auf die erhöhte Mobilität der Menschen gefunden, andererseits aber auch die personellen Ressourcen gebündelt und strategischer eingesetzt werden. Der Prozess wurde 2015 abgeschlossen.